# Viscount Howard of Bindon

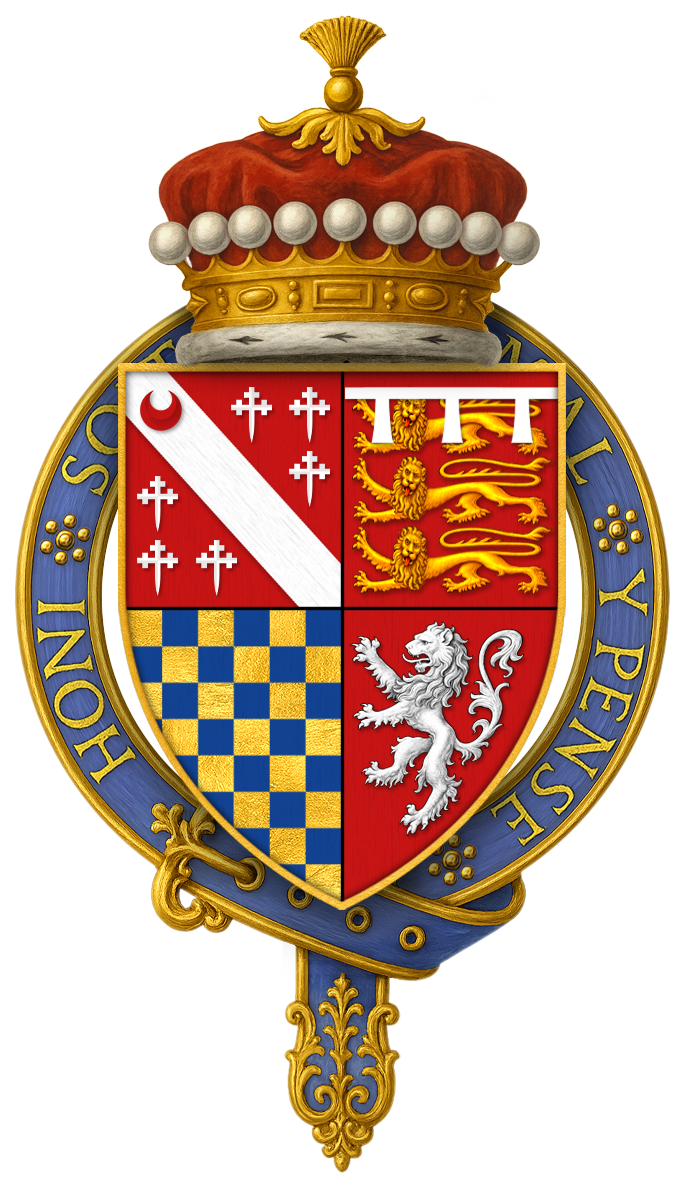
Wappen des Thomas Howard, 3. Viscount Howard of Bindon

Viscount Howard of Bindon war ein erblicher britischer Adelstitel in der Peerage of England, der nach Bindon Abbey in Dorset benannt war.
Der Titel wurde am 13. Januar 1559 von Königin Elisabeth I. im Rahmen der Feierlichkeiten zu ihrer Krönung für Lord Thomas Howard aus der Familie Howard geschaffen. Er war ein jüngerer Sohn des Thomas Howard, 3. Duke of Norfolk.
Der Titel erlosch beim kinderlosen Tod seines jüngeren Sohnes, des 3. Viscount, am 1. März 1611.

## Liste der Viscounts Howard of Bindon (1559)
- Thomas Howard, 1. Viscount Howard of Bindon (um 1520–1582)
- Henry Howard, 2. Viscount Howard of Bindon (um 1542–1590)
- Thomas Howard, 3. Viscount Howard of Bindon († 1611)